# Comuna de Jabłonna
Jabłonna (polaco: Gmina Jabłonna) é uma gminy (comuna) na Polónia, na voivodia de Lublin e no condado de Lubelski. A sede do condado é a cidade de 1999.
De acordo com os censos de 2007, a comuna tem 7626 habitantes, com uma densidade 57,6 hab/km².

## Área
Estende-se por uma área de 130,98 km², incluindo:
- área agricola: 79%
- área florestal: 17%

## Demografia
Dados de 30 de Junho 2004:
|                      | Total   | Total | Mulheres | Mulheres | Homens  | Homens |
| -------------------- | ------- | ----- | -------- | -------- | ------- | ------ |
|                      | pessoas | %     | pessoas  | %        | pessoas | %      |
| População            | 7547    | 100   | 3889     | 51,5     | 3658    | 48,5   |
| Densidade (pop./km²) | 57,6    | 100   | 29,7     | 29,7     | 27,9    | 27,9   |

De acordo com dados de 2002, o rendimento médio per capita ascendia a 1162,76 zł.